# Jakob Christoph Schletterer

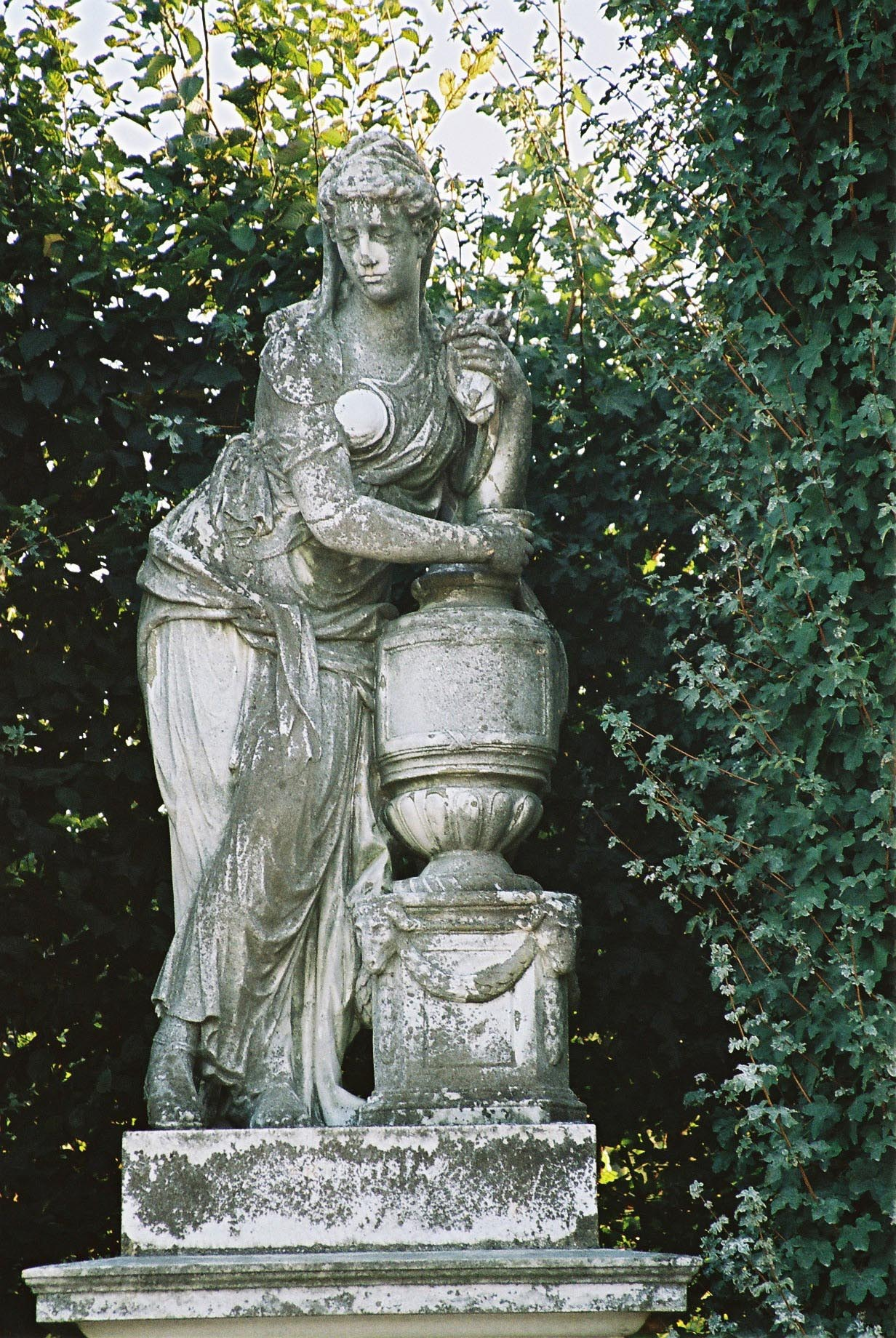
Statue der Artemisia

Jakob Christoph Schletterer (* 22. Juli 1699 in Wenns, Tirol; † 19. Mai 1774 in Wien) war ein Tiroler Bildhauer.
Er arbeitete um 1727 zusammen mit Georg Raphael Donner im Salzburger Schloss Mirabell und wurde 1751 Professor für Bildhauerei an der k.k. Akademie in Wien. 
1758 schuf er ein Dutzend Steinskulpturen für den Park von Schloss Draßburg (Burgenland). 
Er starb, während er an einer Statue der Artemisia für das Große Parterre von Schloss Schönbrunn arbeitete, die dann von Johann Baptist Hagenauer vollendet wurde.

## Weitere Werke

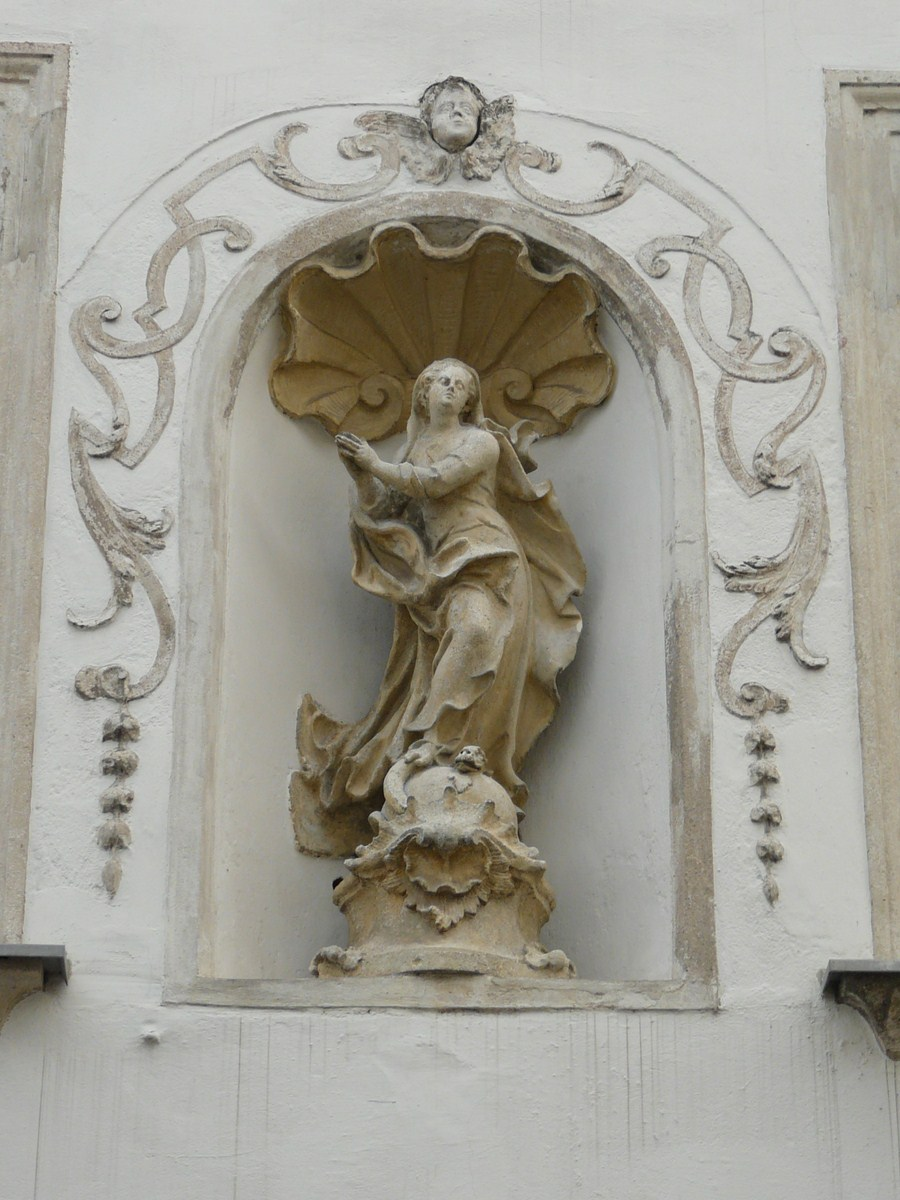
Madonna in Stein an der Donau

- Die Triumphsäulen der Wiener Karlskirche (zusammen mit J. C. Mader und J. B. Straub)
- Grabmäler: Harrach (Deutschordenskirche), Daun (Augustinerkirche), Khevenhüller (Schottenkirche).
- Altarfiguren für etliche niederösterreichische Kirchen